# Rick Scott
Richard Lynn ”Rick” Scott, född 1 december 1952 i Bloomington i Illinois, är en amerikansk advokat, affärsman och republikansk politiker. Han är ledamot av USA:s senat från Florida sedan januari 2019. Han var Floridas guvernör från 2011 till 2019. 
Den 9 april 2018, meddelade Scott sin kandidatur till USA:s senat. Den 18 november tillkännagav senatorn Bill Nelson att Scott vann och Scott förklarades som vinnaren. 

## Biografi
Scott är uppvuxen i norra Kansas City i delstaten Missouri. Han var den andra av fem barn i en lägre medelklass familj. Hans mamma, Esther J., arbetade som kontorist vid J.C. Penney.
Scott tjänstgjorde i USA:s flotta åren 1971–1974.
Efter militärtjänstgöringen påbörjade han akademiska studier vid University of Missouri i Kansas City, där han avlade en kandidatexamen (B.A.) i företagsekonomi. Han läste sedan juristprogrammet vid Southern Methodist University, där han avlade juristexamen (J.D.). Han erhöll behörighetsbevis för advokatyrket i november 1978 då han antogs till advokatsamfundet i Texas. Under mitten av 1980-talet och framåt var han verksam som företagsledare inom hälsovårdsbranschen och som riskkapitalist.
Scott är sedan den 20 april 1972 gift med Frances Annette Holland. Paret har två döttrar.

## Politisk karriär
I guvernörsvalet 2010 i Florida besegrade Scott demokraten Alex Sink efter att ha fått 48,87 procent av rösterna mot Sinks 47,72 procent. Scott tillträdde som Floridas guvernör den 4 januari 2011. På grund av Floridas rotationsprincip kan inte Scott kandidera för omval år 2018.

### USA:s senat
Den 9 april 2018 meddelade Scott att han ställer upp i senatsvalet 2018 för att bli ledamot i USA:s senat från Florida. Drygt en vecka senare gav USA:s president Donald Trump sitt stöd för Scotts kampanj. Scott hade sommaren 2018 ett godkännandebetyg på 58-31 procent bland hans väljare, med en majoritet av Floridas väljare som tror att delstaten går i rätt riktning.
Scott vann den 28 augusti 2018 republikanska primärvalet med 88,6 procent av omröstningen. Han mötte den sittande senatorn Bill Nelson i november 2018.